# What the Hell Have I
«What the Hell Have I» — песня американской рок-группы Alice in Chains. Она была выпущена как сингл с альбома, состоящего из треков, которые прозвучали в фильме «Последний киногерой» 1993 года режиссёра Джона Мактирнана с Арнольдом Шварценеггером в главной роли. Песня достигла 19-го места в чарте Billboard Mainstream Rock Tracks. Песня включена в сборник Nothing Safe: Best of the Box (1999), а версия ремикса песни включена в альбомы-сборники Music Bank (1999) и The Essential Alice in Chains (2006).

## Композиция и запись
Первоначально песня была написана для их прорывного альбома Dirt, но в то время была отложена и позже использована для фильма «Последний киногерой». Вопреки распространенному мнению, Джерри Кантрелл не стал использовать для записи ситар, хотя и пытался играть на нём, но не знал как сыграть на нём правильно. Экспериментируя со звуком, он всё же записал партии на ситар-гитаре, чтобы добиться звучания вступительного риффа.

## Выпуск и критика
«What the Hell Have I» стал доступен на радиостанции 7 июня 1993 года в поддержку Alice in Chains выступления на фестивале Lollapalooza. Сингл достиг 19-го места в чарте Mainstream Rock Tracks.
В обзоре AllMusic на саундтрек-альбом Last Action Hero: Music from the Original Motion Picture Джейсон Бирчмайер сказал, что эта песня «находится на одном уровне с теми песнями, которые были представлены в недавнем (великолепном) альбоме группы Dirt. В обзоре на песню Нед Рэггетт из того же сайта сказал, что песня «совсем не плоха, но с другой стороны, она не вызывает мгновенного удивления».

## Видеоклип
Режиссёром видеоклипа к песне «What the Hell Have I» был Рокки Шенк и выпущен в 1993 году. Шенк также был режиссёром видеоклипов группы к таким песням как «We Die Young» и «Them Bones», и позже Шенк срежиссировал видеоклип к песне «Grind», которая является синглом с третьего студийного одноимённого альбома Alice in Chains. Музыкальное видео есть в сборнике видеоклипов Music Bank: The Videos.

## Список композиций
Все песни написаны Джерри Кантреллом.
1. What the Hell Have I
2. A Little Bitter

## Участники записи
- Лейн Стэйли — ведущий вокал
- Джерри Кантрелл — гитара, вокал
- Майк Айнез — бас-гитара
- Шон Кинни — барабаны, перкуссия

## Позиции в чартах
| Чарт (1993)                  | Высшая позиция |
| ---------------------------- | -------------- |
| США (Mainstream Rock Tracks) | 19             |